# Hipólito Durán Sacristán
Hipólito Durán Sacristán (Valladolid, 20 de julio de 1924-Madrid, 20 de enero de 2018) fue un cirujano español, rector de la Universidad de Valladolid y presidente de la Real Academia Nacional de Medicina.

## Biografía
Nació en Valladolid el 20 de julio de 1924. En esa ciudad cursó la enseñanza media, concretamente en el Instituto José Zorrilla, y la universitaria, que comenzó en 1941 y finalizó en 1948 obteniendo el Premio Nacional de Fin de Carrera. Al año siguiente fue nombrado profesor ayudante de clases prácticas de las asignaturas de Patología Quirúrgica de la Facultad de Medicina de su ciudad. Leyó su tesis doctoral, Valores totales del volumen sanguíneo de hemoglobina, proteínas y líquido extracelular en cirugía en la Universidad de Madrid en 1952. En esa institución fue profesor entre 1953 y 1959, cuando se le otorgó la cátedra de Patología y Clínica Quirúrgicas en la Universidad de Valladolid, de la cual fue rector entre 1960 y el 29 de septiembre de 1963. Por este cargo llegó a ser procurador en las Cortes franquistas durante esos años. En 1968, volvió, como catedrático, a la Universidad Complutense de Madrid hasta su jubilación en 1989. Tuvo diez hijos. Uno de ellos es el diplomático español Manuel Durán Giménez-Rico.
Perteneció, entre otras, a la Real Academia de Medicina y Cirugía de Valladolid, la Asociación Española de Cirujanos, la Sociedad Española de Oncología Médica y la Real Academia Nacional de Medicina. Accedió a esta última el 22 de abril de 1975 ocupando el sillón 39, llegó a ser su vicepresidente en 1988 y, desde 1994 hasta 2002, presidente. Después fue Presidente de Honor. En 1999 ocupó la presidencia de la Federación Europea de Academias Nacionales de Medicina e Instituciones de la Unión Europea y el 26 de mayo de ese año se le concedió el título de doctor honoris causa por la Universidad del País Vasco. Fue distinguido con las Grandes Cruces de la Orden del Mérito Civil y la de la Orden Civil de Sanidad, además de con la Medalla de Oro al Mérito en el Trabajo.
Entre sus obras destaca Patología y Clínica Quirúrgica, en tres tomos. Falleció en Madrid el 20 de enero de 2018. Una calle en Valladolid lleva su nombre.